# نبرد ارتفاعات زی‌لو
نبرد ارتفاعات زی‌لو (آلمانی: Schlacht um die Seelower Höhen) بخشی از نبرد برلین (۱۶ آوریل–۲ مهٔ ۱۹۴۵) بود. این نبرد یکی از آخرین حملات جنگ جهانی دوم دوم و در مدت سه روز، از ۱۶ تا ۱۹ آوریل ۱۹۴۵، رخ داد. نزدیک به ۱٬۰۰۰٬۰۰۰ سرباز شوروی (شامل ۷۸٬۵۵۶ سرباز از ارتش اول لهستان) به فرماندهی مارشال گئورگی ژوکوف به ارتفاعات زی‌لو، که با نام «دروازه‌های برلین» شناخته می‌شود، حمله کردند. آن‌ها با حدود ۱۱۰٬۰۰۰ سرباز از ارتش نهم آلمان به فرماندهی ژنرال تئودور بوسه مواجه شدند.